# Groupe hôtelier
 (janvier 2019).
Un groupe hôtelier est une entreprise qui assure la gestion d'un ou plusieurs hôtels et établissements hôteliers dont elle est locataire ou plus souvent propriétaire.

## Situation

### Top 10 Monde 2024
Selon le cabinet de conseil en hôtellerie MKG Consulting, le top 10 des groupes hôteliers mondiaux s'établit comme suit :
| Rang | Groupes Hôteliers        | Pays   | Chambres  | Évolution |
| ---- | ------------------------ | ------ | --------- | --------- |
| 1    | Marriott International   | USA    | 1 574 486 | +4,8%     |
| 2    | Jin Jiang                | Chine  | 1 336 399 | +7,7%     |
| 3    | Hilton Worldwide         | USA    | 1 166 828 | +4,8%     |
| 4    | IHG Hotels & Resorts     | UK     | 936 677   | +3,8%     |
| 5    | Wyndham Hotels & Resorts | USA    | 871 794   | +3,5%     |
| 6    | Huazhu                   | Chine  | 845 573   | +12,7%    |
| 7    | Accor                    | France | 821 518   | +2,4%     |
| 8    | Choice Hotels            | USA    | 632 986   | +0,8%     |
| 9    | BTH Hotels               | Chine  | 481 503   | +2,9%     |
| 10   | OYO (2023)               | Inde   | 404 154   | ?         |

### Top 10 Europe 2019
Selon le cabinet de conseil en hôtellerie Hospitality ON, le top 10 des groupes hôteliers européen s'établit comme suit :
| Rang | Groupes Hôteliers                   | Chambres | Évolution       |
| ---- | ----------------------------------- | -------- | --------------- |
| 1    | Accor                               | 305 595  | en augmentation |
| 2    | Jin Jiang                           | 122 544  | en diminution   |
| 3    | IHG                                 | 107 217  | en augmentation |
| 4    | Marriott International              | 99 966   | en augmentation |
| 5    | Best Western                        | 83 435   | en augmentation |
| 6    | Whitbread                           | 78 623   | en augmentation |
| 7    | Hilton Worldwide                    | 69 083   | en augmentation |
| 8    | TUI Hotels & Resorts                | 51 070   | en augmentation |
| 9    | Meliá Hotels International          | 50 011   | en augmentation |
| 10   | Minor Hotels (incl. NH Hotel Group) | 48 084   | en augmentation |

### Top 10 France 2019
Selon le cabinet de conseil en hôtellerie Hospitality ON, le classement français des groupes hôteliers français s'établit comme suit :
| Rang | Groupes Hôteliers         | Chambres | Évolution       |
| ---- | ------------------------- | -------- | --------------- |
| 1    | Accor                     | 147 940  | en augmentation |
| 2    | Jin Jiang                 | 58 094   | en diminution   |
| 3    | B&B Hôtels                | 22 461   | en augmentation |
| 4    | The Original Hotels Group | 14 964   | en diminution   |
| 5    | Best Western              | 14 826   | en augmentation |
| 6    | Marriott International    | 9 436    | en augmentation |
| 7    | IHG Hotels & Resorts      | 8 379    | en augmentation |
| 8    | Brit Hotel                | 6 814    | en augmentation |
| 9    | Choice Hotels             | 5 652    | en augmentation |
| 10   | Oceania Hôtels            | 2 500    | en augmentation |